# بنی لیونگبک
بنی لیونگبک (سوئدی: Benni Ljungbeck؛ زادهٔ ۲۰ ژوئیهٔ ۱۹۵۸) کشتی‌گیر اهل سوئد است.